# ジミー・キデガ
ジェームズ・ジミー・キデガ（James Jimmy Kidega、1982年8月16日 - ）は、ウガンダの元サッカー選手。元ウガンダ代表。ポジションはMF。 

## クラブ歴
SCヴィラで選手となった後、国内のクラブやルワンダ、セーシェルのクラブに在籍した。2012年にタイのチャンタブリーFCに、2013年にインドネシアのボンタンFCに所属し引退した。

## 代表歴
2003年5月28日のタンザニア代表との親善試合で代表初出場。

## 家族
ジンジャに生まれた。弟のモーゼス・オロヤもサッカー選手。